# فاکس ران (پنسیلوانیا)
فاکس ران (به انگلیسی: Fox Run) یک منطقهٔ مسکونی در ایالات متحده آمریکا است که در Cranberry Township واقع شده‌است. فاکس ران ۳٬۰۴۴ نفر جمعیت دارد.